# Badiangan
Badiangan is een gemeente in de Filipijnse provincie Iloilo op het eiland Panay. Bij de laatste census in 2010 telde de gemeente ruim 26 duizend inwoners.

## Geografie

### Bestuurlijke indeling
Badiangan is onderverdeeld in de volgende 31 barangays:
| - Agusipan - Astorga - Bingauan - Bita-oyan - Botong - Budiawe - Cabanga-an - Cabayogan - Calansanan - Catubig - Guinawahan | - Ilongbukid - Indorohan - Iniligan - Latawan - Linayuan - Mainguit - Malublub - Manaolan - Mapili Grande - Mapili Sanjo | - Odiongan - Poblacion - San Julian - Sariri - Sianon - Sinuagan - Talaba - Tamocol - Teneclan - Tina |

## Demografie
Badiangan had bij de census van 2010 een inwoneraantal van 26.218 mensen. Dit waren 1.714 mensen (7,0%) meer dan bij de vorige census van 2007. Ten opzichte van de census van 2000 was het aantal inwoners gegroeid met 4.005 mensen (18,0%). De gemiddelde jaarlijkse groei in die periode kwam daarmee uit op 1,67%, hetgeen lager was dan het landelijk jaarlijks gemiddelde over deze periode (1,90%).

De bevolkingsdichtheid van Badiangan was ten tijde van de laatste census, met 26.218 inwoners op 77,5 km², 338,3 mensen per km².